# Hiroshi Yanaka
Pour les articles homonymes, voir Yanaka (homonymie).
Hiroshi Yanaka (家中 宏, Yanaka Hiroshi), né le 10 mars 1958 à Tokyo, est un seiyū japonais.

## Rôles

### Anime
- Food Wars! : Makito Minatozaka
- Naruto : Shikaku Nara
- Noragami : Takamasa Iki
- One Piece : Gambia
- Re:Zero kara Hajimeru Isekai Seikatsu : Ketty Muttart
- Sket Dance : Docteur Tsubaki
- Terra Formars : Kou Honda
- The Heroic Legend of Arslan : Sâhm

### Jeu Vidéo
- Inazuma Eleven: Victory Road : Benjamin Tibault